# Адам Казановський

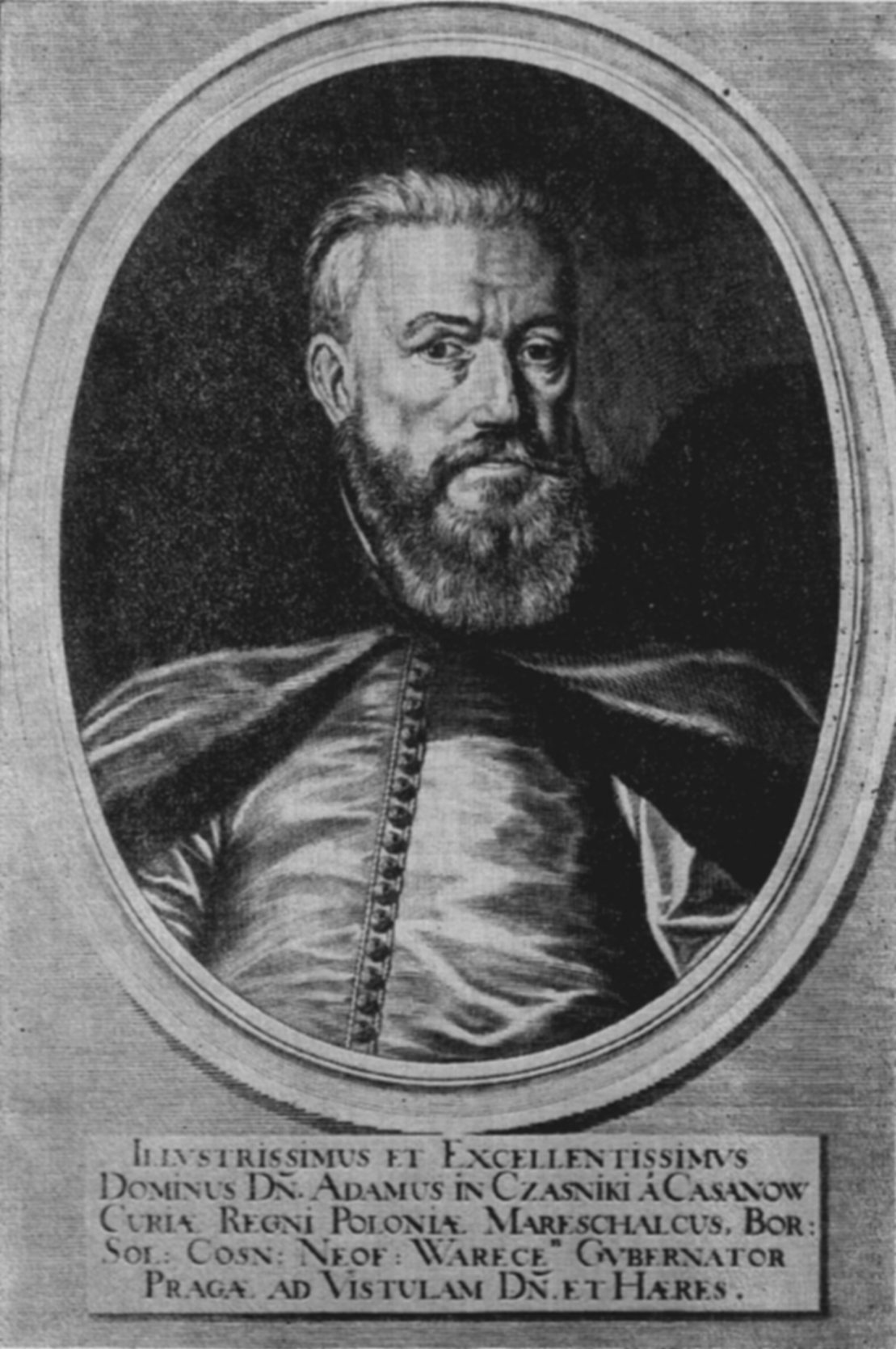
Адам Казановський. Гравюра Вільгельма Гондіуса

Адам Казановський (пол. Adam Kazanowski, 1599 — 25 грудня 1649, Варшава) — державний діяч Речі Посполитої, підкоморій надвірний коронний (1634), стольник великий коронний (з 1643), маршалок надвірний коронний (1643—1649), каштелян сандомирський, староста борисовський і барцицький (1633), козеніцький, варецький, солецький, більський (з 1638), новоторзький (1640), черкаський (отримав від чоловіка своєї сестри Миколая «Ведмежої лаби» Потоцького), тлумацький.
Представник польського шляхетського роду Казановських герба Гримала. Брат дружини Миколая Потоцького.

## Біографія

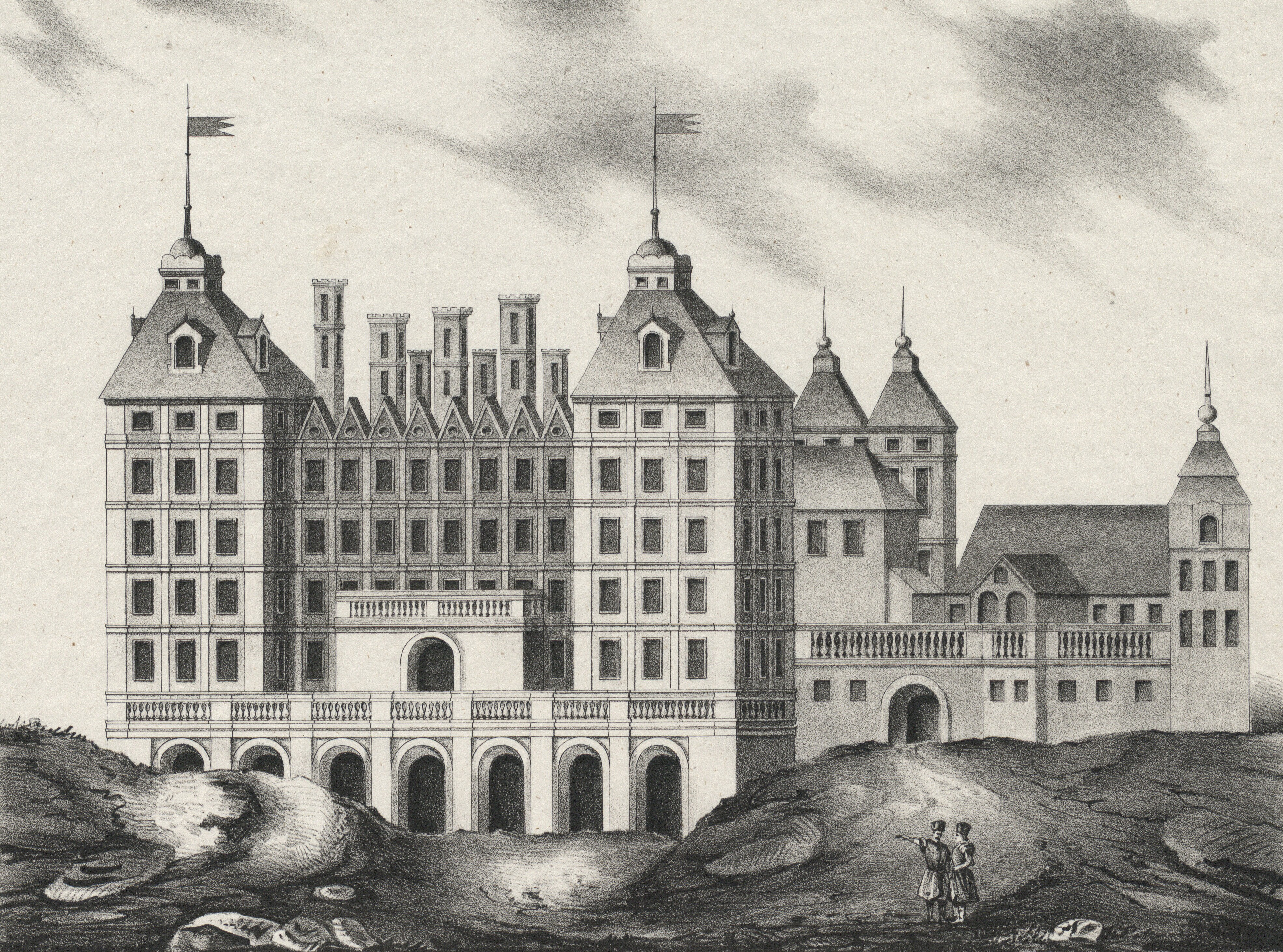
Палац Адама Казановського у Варшаві. Гравюра XVII століття

Виховувався разом з королевичем Владиславом IV, перебував з ним дружніх стосунках. Брав участь у походах Владислава IV: у спробі зайняти московський престол (1610—1612), під час Хотинської битви в 1621 році. Також супроводжував Владислава IV в поїздках Західною Європою, у Ватикан.
Отримав від Владислава IV палац разом з меблями і творами мистецтва у Варшаві, який Владислав IV отримав в подарунок від батька — короля Сиґізмунда III Вази після свого повноліття. У 1633 році, завдяки підтримці друга короля Владислава IV, вигідно одружився з 14-тирічною Ельжбетою (Гальшкою) зі Случкова (1619—1671). Придане нареченої становило 50 тисяч злотих, численне рухоме і нерухоме майно. З нагоди весілля отримав від короля 20 тис. злотих, вартість інших подарунків склала 40000 злотих. Дітей у цьому шлюбі не було.
Мав маєтності в місті Ромни. Ярема Вишневецький відбив у магната Адама Казановського спадкове місто Ромни, відібране в його батька.
1634 р. став стольником надвірним коронним, для цього король спеціально відновив цей чин. 1635 році провів вдалу купівлю корабельного флоту для короля Владислава IV. Коли в бюджеті не вистачило коштів, заклав власне майно. 1637 р.: був призначений підкоморієм надвірним коронним і каштеляном Сандомира; брав участь у битві під Кумейками.
Після шлюбу Владислава з ерцгерцогинею Цецилією Австрійською (сестрою майбутнього імператора Священної Римської імперії Фердинанда III) вплив Адама Казановського ослаб, хоча він і надалі отримував від влади прибуткові посади і староства.
1642 року за його сприяння було збудовано дерев'яний замок в Борисові.Borysów (1) // Słownik geograficzny Królestwa Polskiego. — Warszawa : Druk «Wieku», 1880. — Т. I. — S. 334. (пол.) — S. 334. (пол.) В 1648 році: під час Хмельниччини потрапив в полон до козаків; був винен, якийсь час не сплачував львівському купцю Філіппу Дуччі 600 злотих.
Був похований у Варшаві в соборі святого Яна Хрестителя.